# Scharsee
De Scharsee is een meer in de Holsteinische Schweiz in de Duitse deelstaat Sleeswijk-Holstein, ten zuiden van Preetz en ten oosten van Schellhorn.
Het is 36 hectare groot, tot 2,9 meter diep en ligt 20,8 meter boven de zeespiegel.
Op de noordoever ligt het dorp Scharstorf, waarvan in 1224 voor het eerst melding werd gemaakt.
De afvoer gebeurt via de Lanker See naar de Schwentine.

## Visbestand
In 1986 deed zich een algemene vissterfte voor in de Scharsee. Sindsdien is evenwel door migratie en gerichte maatregelen het visbestand weer opgebouwd. Uit onderzoek in 2001 en 2004 blijkt dat volgende soorten er weer voorkomen: snoek, brasem, grondel, vetje, blankvoorn, rietvoorn, zeelt, paling, kwabaal, stekelbaars, pos, rivierbaars, karper, rivierkreeft en zoetwatermossel.

## Archeologie

### Slavische Burgwal
Op de oostoever van de Scharsee ligt een 400 meter lang gevorkt schiereiland, dat zo'n twee meter boven de waterspiegel uitsteekt. Dit thans als weide gebruikte gebied trok herhaaldelijk de interesse van Archeologen.
De tweeledige burcht van Scharstorf werd intensief onderzocht.

#### De Burgwal
Aan de zuidelijke rand van het schiereiland bevindt zich een erg afgesleten Slavische ringwal van 70 meter diameter, die uit de 9e of 10e eeuw dateert. Parallel met de oever vindt men in het water boogvormige dubbele rijen palen, die naar buiten hellen. Uit de opgravingen blijkt dat zich tussen de oever en de palenrijen een zone van dichte bewoning bevond.

#### De Voorburcht
Een 150 meter lange verdedigingswal, die het schiereiland aan de oostzijde afsluit en een voorburcht beschermt is in betere staat. Hij is thans nog 2,5 meter hoog en 20 tot 25 meter breed. Oorspronkelijk was deze 4 meter hoog en slechts 8 meter breed. Op de voorburcht bevond zich een minder dicht bewoonde zone. Een grindweg loopt van de dam tussen burcht en voorburcht naar de vermoedelijke plaats van poort in de verdedigingswal. Tussen voorburcht en ringwal ligt een vochtige weide waardoor een lage wal loopt, die reeds in de Slavische tijd hoofdburcht en voorburcht verbond.
Dit alles lijkt sterk op de constructie in het Archeologisch Openluchtmuseum Groß Raden in Mecklenburg.